# العلاقات اللبنانية الموريتانية
العلاقات اللبنانية الموريتانية هي العلاقات الثنائية التي تجمع بين لبنان وموريتانيا.

## مقارنة بين البلدين
هذه مقارنة عامة ومرجعية للدولتين:
| وجه المقارنة                                              | لبنان                                                                | موريتانيا                 |
| --------------------------------------------------------- | -------------------------------------------------------------------- | ------------------------- |
| المساحة (كم2)                                             | 10.45 ألف                                                            | 1.03 مليون                |
| عدد السكان (نسمة)                                         | 6.10 مليون                                                           | 4.42 مليون                |
| الكثافة السكانية (ن./كم²)                                 | 583.73                                                               | 4.29                      |
| العاصمة                                                   | بيروت                                                                | نواكشوط                   |
| اللغة الرسمية                                             | اللغة العربية، لغة فرنسية                                            | اللغة العربية، لغة فرنسية |
| العملة                                                    | ليرة لبنانية                                                         | أوقية موريتانية، أوقية ‏   |
| الناتج المحلي الإجمالي (بليون دولار)                      | 51.84 مليار                                                          | 5.02 مليار                |
| الناتج المحلي الإجمالي (تعادل القوة الشرائية) بليون دولار | 81.54 مليار                                                          |                           |
| الناتج المحلي الإجمالي الاسمي للفرد دولار أمريكي          | 8.05 ألف                                                             |                           |
| الناتج المحلي الإجمالي للفرد دولار أمريكي                 | 17.46 ألف                                                            | 3.91 ألف                  |
| مؤشر التنمية البشرية                                      | 0.769                                                                | 0.506                     |
| رمز المكالمات الدولي                                      | +961                                                                 | +222                      |
| رمز الإنترنت                                              | .lb                                                                  | .mr                       |
| المنطقة الزمنية                                           | ت ع م+02:00، ت ع م+03:00، توقيت شرق أوروبا، توقيت شرق أوروبا الصيفي ‏ | 00                        |

## منظمات دولية مشتركة
يشترك البلدان في عضوية مجموعة من المنظمات الدولية، منها:
| علم المنظمة | اسم المنظمة                                 | تاريخ انضمام لبنان | تاريخ انضمام موريتانيا |
| ----------- | ------------------------------------------- | ------------------ | ---------------------- |
|             | جامعة الدول العربية                         | 22 مارس 1945       | 26 نوفمبر 1973         |
|             | المصرف العربي للتنمية الاقتصادية في أفريقيا | ?                  | ?                      |
|             | المركز الدولي لتسوية المنازعات الاستشارية   | 25 أبريل 2003      | 14 أكتوبر 1966         |
|             | مؤسسة التنمية الدولية                       | 10 أبريل 1962      | 10 سبتمبر 1963         |
|             | مؤسسة التمويل الدولية                       | 28 ديسمبر 1956     | 29 ديسمبر 1967         |
|             | الاتحاد البريدي العالمي                     | ?                  | ?                      |
|             | صندوق النقد العربي                          | ?                  | ?                      |
|             | البنك الدولي للإنشاء والتعمير               | 14 أبريل 1947      | 10 سبتمبر 1963         |
|             | منظمة التعاون الإسلامي                      | ?                  | ?                      |
|             | منظمة حظر الأسلحة الكيميائية                | ?                  | ?                      |
|             | الصندوق العربي للإنماء الاقتصادي والاجتماعي | ?                  | ?                      |
|             | الأمم المتحدة                               | 24 أكتوبر 1945     | 27 أكتوبر 1961         |
|             | منظمة الشرطة الجنائية الدولية               | ?                  | ?                      |
|             | وكالة ضمان الاستثمار متعدد الأطراف          | 19 أكتوبر 1994     | 8 سبتمبر 1992          |
|             | يونسكو                                      | 4 نوفمبر 1946      | 10 يناير 1962          |
|             | الاتحاد الدولي للاتصالات                    | 12 يناير 1924      | 18 أبريل 1962          |